# Epistaurus sinetyi
Epistaurus sinetyi är en insektsart som beskrevs av Bolívar, I. 1902. Epistaurus sinetyi ingår i släktet Epistaurus och familjen gräshoppor. Inga underarter finns listade i Catalogue of Life.